# Moskalofilstwo
Moskalofilstwo, także moskalofilizm, rusofilstwo galicyjskie (karpackie) lub moskwofilstwo – początkowo językowo-literacki, a później społeczno-polityczny prąd istniejący od początku XIX wieku do lat 40. XX wieku wśród Rusinów karpackich zamieszkujących Galicję, Bukowinę i Zakarpacie. Głosił wspólnotę narodowo-kulturową, następnie również państwową i polityczną z narodem rosyjskim. Ruch ten rywalizował z ukraińskim ruchem narodowym.
Grupował bardzo szeroki przedział poglądów kulturalnych i politycznych, od oczekiwań pomocy Rosji tylko w walce kulturalnej i politycznej z Polakami i Węgrami, aż po zaprzeczanie istnienia narodu ukraińskiego, propagowanie przyjęcia przez wszystkie narody słowiańskie języka rosyjskiego i zjednoczenia się ich w państwie rosyjskim.

## Geneza
Pierwsze przejawy moskalofilstwa sięgają początku XIX wieku, kiedy w głąb Imperium Rosyjskiego przenieśli się rusińscy uczeni i działacze społeczni, tacy jak: Iwan Orłaj, M. Bałudianśkyj, W. Kukolnyk, P. Łodij, którzy zajęli wysokie stanowiska w rosyjskich urzędach i instytucjach naukowych i posiadali wpływy na carskim dworze. Dzięki ich zainteresowaniu kulturą, językiem i literaturą rosyjską i jednocześnie nieodseparowaniu się od swoich korzeni zainteresowania te były także propagowane wśród innych Rusinów.

### Wpływ słowianofilstwa

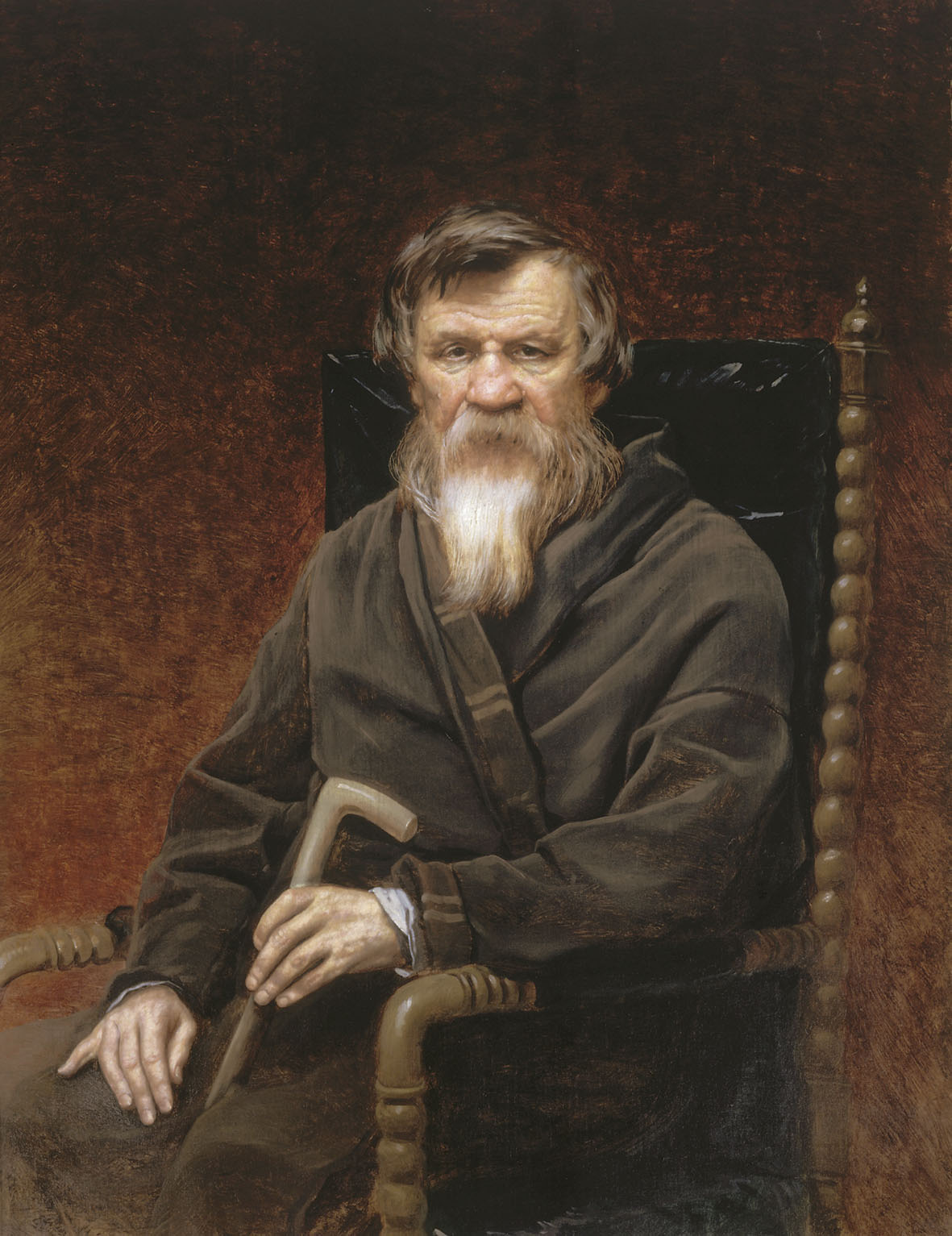
Michaił Pogodin

Od lat 30. XIX wieku kształtująca się inteligencja ukraińska miała kontakt z ideami słowianofilskimi, propagowanymi w Galicji przez środowisko działaczy rosyjskich skupionych wokół ambasady w Wiedniu i działającego przy niej prawosławnego duchownego Michaiła Rajewskiego. Koncepcja rozwoju narodowości ruskiej w ramach wspólnoty narodów słowiańskich stała się bliska wielu przedstawicielom ruskiej inteligencji. Zdaniem O. Turija moskalofilstwo jako odrębny kierunek myśli społecznej i politycznej zostało zainspirowane przez rosyjskiego profesora i słowianofila Michaiła Pogodina, który od czasu swojego pierwszego przyjazdu do Lwowa w 1835 systematycznie propagował pogląd o jedności narodowej Rusinów (Ukraińców) i Rosjan. Pogląd ten podziela szereg innych autorów ukraińskich. W. Osadczy, cytując m.in. ocenę M. Drahomanowa, odmawia Pogodinowi roli wiodącej w utrwalaniu koncepcji moskalofilskiej, wskazując na jej głębsze korzenie. B. Wójtowicz-Huber podkreśla jednak, że Pogodin miał znaczny wpływ na propagowanie idei prorosyjskich, m.in. upowszechniając w Galicji prace rosyjskich mesjanistów.
Zdaniem Włodzimierza Osadczego:

Od samego początku odrodzenia Rusi Halickiej dla części aktywistów ruchu narodowego było czymś zupełnie naturalnym postrzeganie swojej ojczyzny jako części większej społeczności cywilizacyjnej, posiadającej wspólne cechy. Rusini w Galicji, a także na Węgrzech i Bukowinie, stanowili wraz z ludnością małoruską w Rosji wspólnotę etnograficzną, którą zarówno moskalofile jak i narodowcy nazywali z rosyjska Małorusinami bądź Małorosjanami. Wraz z Wielkorusinami, czyli właściwie Rosjanami, a także Białorusinami, stanowić oni mieli w świecie słowiańskim osobną całość narodową (...) Mówiono o odwiecznej historycznej i plemiennej jedności naruszonej przez niesprzyjające warunki dziejowe, rozbicie dzielnicowe starej Rusi i utrwalenie się obcego panowania w Małej i Białej Rusi.

Szczególne więzi połączyły Michaiła Pogodina z historykiem Denysem Zubryckim, wokół którego zaczęło się tworzyć koło wielbicieli języka rosyjskiego i narodowego zjednoczenia Rusi Halickiej z Rosją (zwane kolonią pogodinowską). W skład owego koła wchodzili m.in. Jakiw Hołowacki, Iwan Hołowaćkyj, Bohdan Didyćkyj, Iwan Huszałewycz, Mychajło Małynowśkyj, Seweryn Szechowycz i I. Zderkowśkyj.
Zdaniem tej grupy działaczy rusińskich (ukraińskich) w Galicji kultura małorosyjska (ukraińska) została zrujnowana przez wielowiekowe wpływy kultury polskiej i katolicyzmu w obrządku łacińskim. W związku z tym w ich ocenie Ukraińcy nie mieli szans na stworzenie języka literackiego na wzór Czechów czy Serbów i powinni zjednoczyć się z kulturą rosyjską, kultywując ludowy język ruski jedynie w celach oświatowych. Przekonanie o wyższości dziedzictwa kulturowego Rosji nad językiem ludowym Rusinów było silne wśród wyższego duchowieństwa greckokatolickiego. Wśród innych czynników sprzyjających nastrojom rusofilskim wskazuje się ponadto brak wiary Rusinów w możliwość samodzielnego rozwoju w kierunku wytworzenia niezależnej wspólnoty narodowej.
W literaturze przedmiotu często spotykany jest również pogląd, iż pojawienie się nurtu moskalofilskiego wynikało wyłącznie z działania propagandy rosyjskiej w Galicji, w tym z opłacania przez administrację carską propagandzistów rusofilskich. Zdaniem B. Wójtowicz-Huber i A. Wendland teza o wyłącznie zewnętrznej genezie moskalofilstwa nie może zostać obroniona.

## Starorusini. Kształtowanie się programu moskalofilskiego

### W okresieWiosny Ludów
W okresie Wiosny Ludów, gdy monarchia austriacka mobilizowała się przeciwko ruchom rewolucyjnym, nastroje moskalofilskie wśród ludności były tolerowane. W cerkwiach greckokatolickich wygłaszano modlitwy zarówno za cesarza austriackiego, jak i za cara. Znaczący wpływ na rozwój mitu rosyjskiego miał przemarsz wojsk rosyjskich przez Galicję do walki z powstaniem węgierskim w 1848. Rosyjskie jednostki wojskowe powstrzymywały wówczas przymusowy nabór Rusinów do sił węgierskich. Wydarzenia te przełożyły się na powstanie mitu o wszechwładnym carze, obrońcy „ludu ruskiego” (tj. wszystkich Słowian wschodnich).
W ocenie B. Wójtowicz-Huber idee ukrainofilskie, wyrażone w czasie Wiosny Ludów, nie miały w tym okresie szans rozwoju z uwagi na własną słabość, politykę polonizacyjną prowadzoną przez administrację galicyjską oraz brak wiary Rusinów we własne siły. Z tych powodów do lat 80. XIX wieku ruskie instytucje oświatowe i kościelne pozostały pod kontrolą umiarkowanych konserwatywnych rusofilów (starorusinów), łączących sympatie do kultury rosyjskiej z lojalnością wobec Austrii.

### Udział moskalofilów w dyskusji o języku ukraińskim do 1882
W okresie powrotu absolutyzmu, tj. w latach 1849–1859 moskalofile nie mogli prowadzić otwartej działalności politycznej i skupili swoje wysiłki na szerzeniu oświaty i kultury. Ponadto nieobecność jednej, ogólnie przyjętej wersji ukraińskiego języka literackiego stworzyła podatny grunt dla popularyzowania idei unifikacji języków rosyjskiego i dialektów ukraińskich (ruskich). W listopadzie 1848 na Soborze Uczonych Ruskich większość jego uczestników uchwaliła przyjęcie języka ludowego za podstawę rozwoju literatury i oświaty. Jednak pod wpływem hierarchii Kościoła greckokatolickiego pod koniec zjazdu dopuszczono możliwość użycia słów pochodzących języka staroruskiego lub cerkiewnosłowiańskiego, przy zagadnieniach naukowych. Wynikało to z faktu, że ludowy język Rusinów galicyjskich dysponował ok. 600-700 słowami codziennego użytku, podczas gdy dziewiętnastowieczne szacunki językoznawcze wskazywały, że języki literackie, funkcjonujące we wszystkich dziedzinach życia liczą co najmniej 20 tys. wyrazów. Stąd duchowieństwo greckokatolickie opowiedziało się za uzupełnianiem języka poprzez tworzenie nowych słów w oparciu o rdzeń cerkiewnosłowiański, zgodnie z zasadami tegoż języka. Powstające wyrazy wykazywały ogromną zbieżność ze słownictwem współczesnego języka rosyjskiego, co utwierdzało moskalofilów w przekonaniu o konieczności zaprowadzenia wspólnoty językowej między mieszkańcami Rosji i Galicjanami. Wśród liderów ruchu opowiadającego się w latach 50. XIX wieku za tego typu unifikacją lingwistyczną byli Denys Zubryćkyj, Antoni Petruszewicz, Mychajło Małynowśkyj, Jakiw Hołowaćkyj, Iwan Hołowaćkyj, Iwan Huszałewycz, Bohdan Didyćkyj, Seweryn Szechowycz. Pod wpływem moskalofilów znajdowały się praktycznie wszystkie ukraińskie organizacje kulturalno-oświatowe powstałe po Wiośnie Ludów: Instytut Stauropigialny, Narodnyj Dim we Lwowie, Matyca Hałycko-Ruska, jak również prasa – gazeta „Zoria Hałyćka”. „Wistnyki” we Lwowie i Wiedniu, “Łada”, “Simejna Biblioteka”. Moskalofile dominowali wśród ukraińskich wykładowców gimnazjalnych i uniwersyteckich i mieli faktyczną kontrolę nad wydawanymi w języku ruskim pracami naukowymi i podręcznikami, jak również nad publikacją w tym języku ustaw i rozporządzeń władz państwowych i cerkiewnych.
Ważnym elementem programu moskalofilów w sferze językowej i kulturalnej było zachowanie etymologicznej ortografii w pisowni języka ruskiego (ukraińskiego), co miało zachować jego związek z językiem rosyjskim.

### Moskalofile wobec kwestii wyznaniowych do 1882

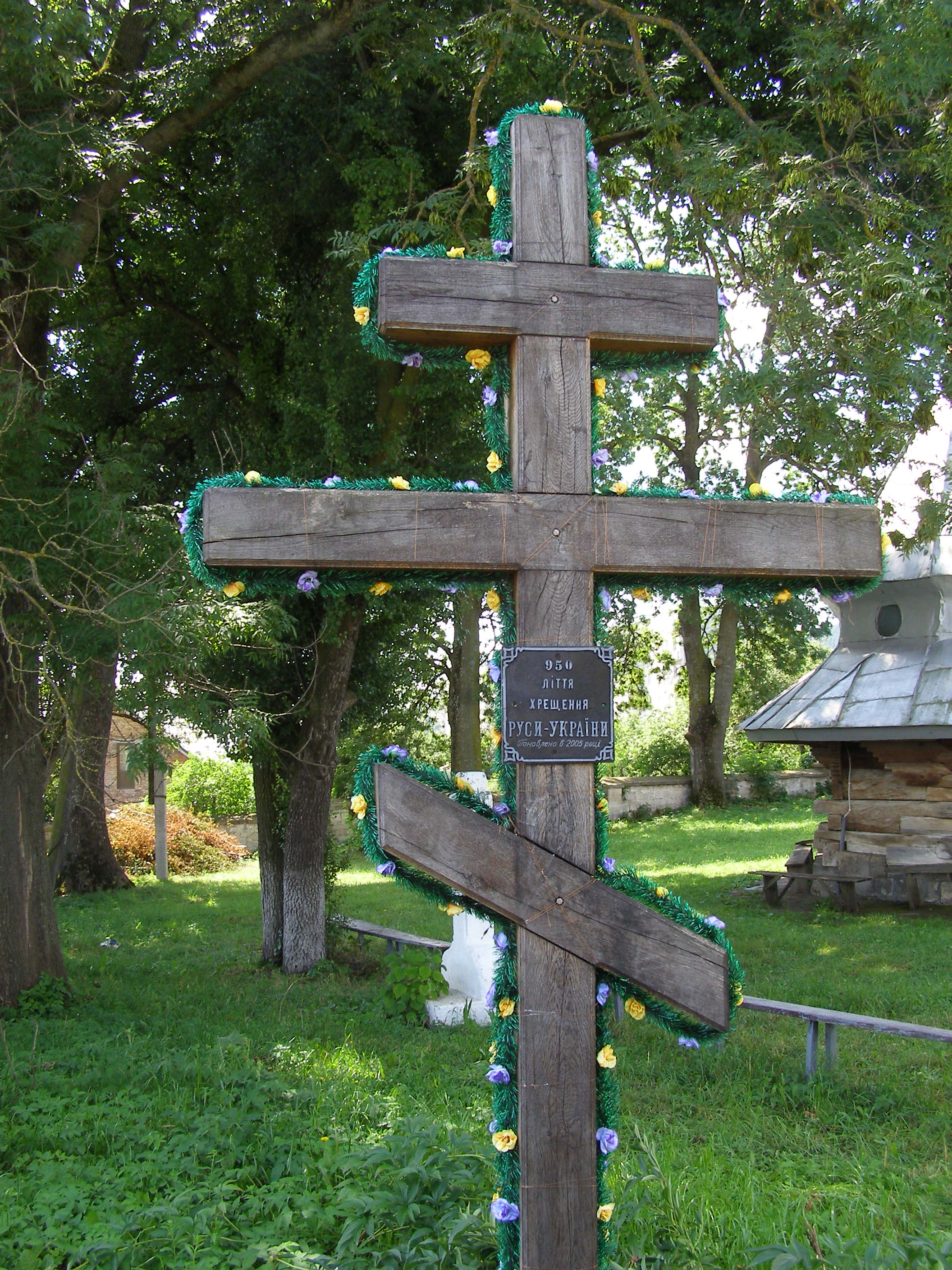
Krzyż trójramienny – symbol ruchu obrzędowego w Galicji

Świadomość przynależności do Kościoła greckokatolickiego odgrywała szczególną rolę w świadomości starorusinów i pierwszych pokoleń moskalofilów. Dla starorusinów różnice dogmatyczne między katolicyzmem obrządku bizantyjskiego a Rosyjskim Kościołem Prawosławnym miały drugorzędne znaczenie, podkreślali oni natomiast podobieństwo stosowanego w obydwu związkach wyznaniowych rytu liturgicznego, szereg wspólnych zwyczajów i wspólne korzenie (chrzest Rusi w 988). Działacze moskalofilscy w sposób wyidealizowany postrzegali sytuację w Rosyjskim Kościele Prawosławnym i uważali ją za wzór, do którego powinna dążyć Cerkiew greckokatolicka w Galicji.
Starorusini skupieni wokół hierarchii greckokatolickiej metropolii lwowskiej nie mogli w otwarty sposób głosić apologii prawosławia, toteż do lat 80. XIX wieku starali się łączyć deklarowaną lojalność wobec Austrii i unii z fascynacją prawosławną liturgiką. Bardziej radykalne działania podejmowali na własną rękę moskalofilsko nastawieni duchowni-proboszczowie, którzy usuwali z liturgii w swoich parafiach elementy rytu pochodzące z tradycji łacińskiej (wprowadzone po unii brzeskiej w 1596 i synodzie zamojskim w 1720), traktując praktykę liturgiczną prawosławia rosyjskiego jako wzorzec. Rozwój tego rodzaju działań, określanych nazwą ruchu obrzędowego został zahamowany po śmierci metropolity lwowskiego Hryhorija Jachymowycza w 1862. Jego następca Spirydion Litwinowicz był mu zdecydowanie przeciwny.
Najaktywniejsi uczestnicy ruchu obrzędowego (ks. Iwan Naumowycz, ks. Marceli Popiel, ks. Filip Djaczan, ks. Mikołaj Liwczak), pod wpływem własnych refleksji dotyczących obrządku Kościoła unickiego i samej idei unii doszli ostatecznie do przekonania o wyższości prawosławia i dokonali konwersji.

### Ewolucja obozu staroruskiego
B. Wójtowicz-Huber w następujący sposób charakteryzuje grupę starorusinów

Ewolucja tej orientacji polegała na rozszerzaniu świadomości etnicznej od poczucia lokalności halickiej, poprzez Ruś Kijowską aż po poczucie wspólnoty kulturowej z Rosją na przełomie XIX i XX wieku

Moskalofile głoszący lojalność wobec cesarza austriackiego w istocie stale liczyli na wybuch konfliktu między Austrią a Rosją, którego następstwem miało być przyłączenie Galicji do Rosji. Odżegnując się od motywacji politycznej, propagowali w Galicji wiedzę o Rosji, solidaryzowali się z sukcesami zbrojnymi Rosji i z osiągnięciami kulturalnymi i naukowymi Rosjan. Ideolodzy moskalofilstwa głosili ideę Świętej Rusi i twierdzili, że w Rosji panuje, w odróżnieniu od Galicji, sprawiedliwość i powszechny dobrobyt. Zaprzeczano przy tym prześladowaniu kultury i języka ukraińskiego przez carat.

## Rywalizacja moskalofilów i ukrainofilów

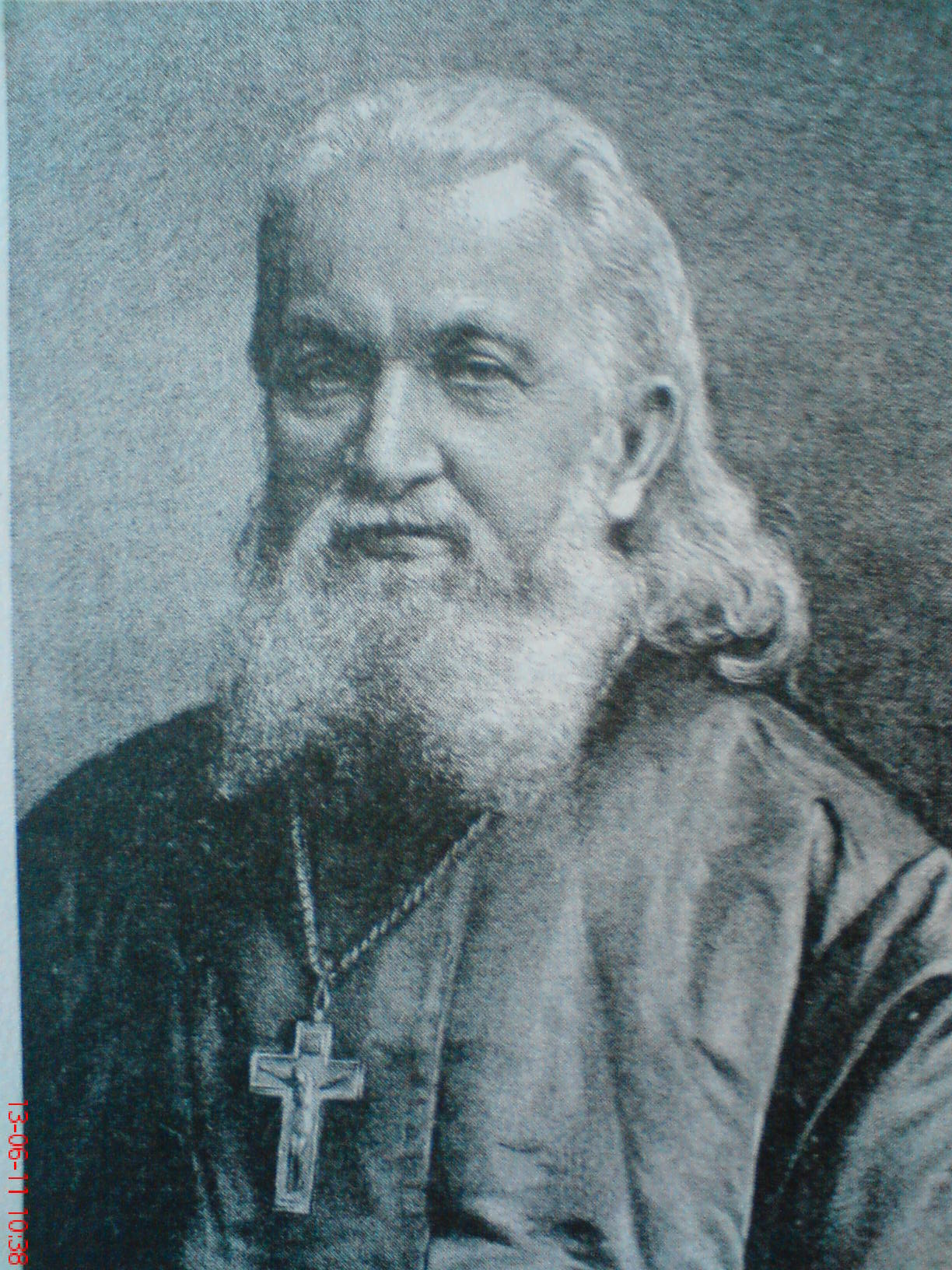
Iwan Naumowycz

W połowie szóstej dekady XIX w., po wprowadzeniu autonomii galicyjskiej, program starorusinów, rozczarowanych dominacją Polaków w Galicji, coraz wyraźniej łączył losy Rusinów galicyjskich z całym narodem rosyjskim. Za manifest tej tendencji uważa się artykuł ks. Iwana Naumowycza z 8 sierpnia 1866, zatytułowany Spojrzenie w przyszłość (ukr. Pohliad w buducznist' ). Autor zadeklarował w nim jedność narodową nie tylko Ukraińców żyjących pod panowaniem austriackim i rosyjskim, ale wszystkich russkich w ogólności (tj. Ukraińców i Rosjan). Podkreślał przy tym zachowanie lojalności wobec Austrii. Lojalność nie miała przy tym stać na przeszkodzie stawianiu żądań wobec rządu, podobnie jak czynili to z powodzeniem Polacy. Wreszcie Naumowycz ostrzegał przed grożącą Rusinom galicyjskim polonizacją i latynizacją. Tekst wywołał kontrowersje wśród działaczy ruskich, którzy podzielili się na zwolenników i przeciwników zaprezentowanych w nim tez. Szóste dziesięciolecie XIX w. było również momentem, w którym coraz poważniejszą konkurencją dla ruchu rusofilskiego stała się młoda inteligencja ukraińska, reprezentująca zdecydowane poglądy ukrainofilskie. W 1868 jej przedstawiciele powołali do życia towarzystwo oświatowe Proswita; w 1875 powstało, stanowiące dlań przeciwwagę, moskalofilskie Towarzystwo im. Mychajła Kaczkowśkiego.
W 1870 moskalofile utworzyli Russką Radę - organizację polityczną, kontynuującą tradycje Głównej Rady Ruskiej, w 1885 ukrainofile powołali do życia konkurencyjną Narodną Radę. Rywalizacja obydwu ugrupowań rozgrywała się na płaszczyźnie propagandowej i edukacyjnej. Obydwa stronnictwa dysponowały własną prasą, organizowały swoje kluby i spółdzielnie. Niechęć między nimi systematycznie wzrastała. W latach 60. i 70. głównymi organami prasowymi moskalofilów były pisma Słowo (wydawane w latach 1861–1867), Strachopud (1863-1865), Zołotaja hramota (1865-1866), Bojan (1867), Sławianskaja Zoria (1868), Nauka (od 1871) oraz Russkaja Rada (1871-1912).

### Rosyjskie wsparcie dla moskalofilów do początku XX wieku
Do 1866 Rosja nie posiadała jednolitej koncepcji wsparcia środowisk moskalofilskich w Galicji. Sytuacja ta zmieniła się po publikacji artykułu ks. Naumowycza na łamach Słowa, w którym zawarta została jednoznaczna deklaracja jedności Rosjan i Ukraińców. Słowo było pierwszą instytucją moskalofilską, która otrzymała bezpośrednią pomoc finansową z Rosji. Przekazywane corocznie (z przerwą na lata 1876–1880) subsydia w wysokości kilku tysięcy rubli rocznie pozwoliły pismu na przetrwanie do roku 1887, chociaż sukcesywnie traciło ono prenumeratorów. W latach 80. rosyjskie wsparcie zyskały również pisma Prołom i Nowyj Prołom, satyryczny periodyk Strachopud oraz stowarzyszenia studenckie Bukowina i Akadiemiczeskij Krużok. Ponadto Świątobliwy Synod Rządzący Rosyjskiego Kościoła Prawosławnego wspierał duchowieństwo zaangażowane w ruch obrzędowy, przesyłając rosyjskie księgi liturgiczne.
Jak podkreśla W. Osadczy

Aż do początku XX wieku zapomogi, które nadchodziły z Rosji, tylko w nieznacznej mierze odpowiadały rozgłaszanym przez polską prasę i stronnictwo ukrainofilskie informacjom o potokach rubli, płynących z Rosji dla sztucznego wsparcia nastrojów panrusskich. Moskalofilskie stronnictwo w środowisku galicyjskiej inteligencji ruskiej przyciągało uwagę przede wszystkim organizacji słowianofilskich, a także kręgów cerkiewnych

Do początku XX stulecia moskalofile na ograniczoną skalę byli natomiast wspierani przez administrację carską, która nie była przekonana co do wartości ich programu, nieufnie odnosząc się do łączenia deklaracji o lojalności wobec państwa austriackiego z zapewnieniami o łączności kulturowej między Galicją i Rosją.

## Afera Hniliczek. Wystąpienie władz austriackich przeciwko moskalofilstwu
Przez całe lata 70. XIX wieku moskalofilstwo było tolerowane przez władze austriackie, gdyż jego przedstawiciele deklarowali pełną lojalność wobec Austrii, ograniczając fascynację Rosją do sfery kulturowej. Władze zaczęły postrzegać ruch ten jako niebezpieczny dopiero w końcu dekady, w miarę rozwoju rosyjskiego ruchu panslawistycznego. B. Wójtowicz-Huber podkreśla, że na tę zmianę oceny moskalofilstwo przyczynił się również wzrost napięcia w stosunkach austriacko-rosyjskich, wywołany sprzecznymi interesami obu państw w regionie bałkańskim. Jako pretekst do rozprawy z moskalofilami władze postanowiły wykorzystać tzw. konwersję hnilicką. Na przełomie lat 1881 i 1882 prasa galicyjska poinformowała, iż 129 mieszkańców wsi Hniliczki Małe w powiecie zbaraskim złożyło prośbę o konwersję z katolicyzmu obrządku wschodniego na prawosławie. Załączony do podania list zawierający zdecydowaną krytykę katolicyzmu skłonił policję austriacką do zbadania motywów konwertytów. Śledztwo wykazało, że mieszkańcy Hniliczek nie zdawali sobie sprawy z konsekwencji swojej decyzji, zaś inspiratorem całej sprawy był jeden z liderów moskalofilskich, ks. Iwan Naumowycz. W końcu stycznia 1882 aresztowani zostali oprócz wymienionego duchownego, redaktorzy pism moskalofilskich Josyf Markow i Wenedykt Płoszczański, radca dworu Adolf Dobriański (Dobrzański) i jego córka Olha Hrabar oraz Iwan Szpunder i Ołeksa Załuski. Ostatecznie na ławie oskarżonych zasiedli ponadto ks. Mykoła Ohonowski, rusofilski działacz Apołon Nyczaj i dziennikarz Isydor Trembycki. Zdaniem Stefana Kieniewicza namiestnik Galicji Andrzej Kazimierz Potocki, który dotąd tolerował działalność rusofilów, tym razem podjął wobec nich represje. Policja dokonała przeszukań w domach aresztowanych, odnajdując szereg ich listów i pism, w których podejmowali oni jeszcze radykalniejszą niż w swoich opublikowanych tekstach krytykę unii brzeskiej i Kościoła katolickiego w ogólności oraz otwarcie wyrażali swoje prorosyjskie poglądy. Materiały te uznano za dowody wystarczające do postawienia najcięższych zarzutów, w tym zdrady stanu. Proces moskalofilów, określany także jako proces Olhy (Olgi) Hrabar i towarzyszy, rozpoczął się przed Krajowym Sądem Karnym we Lwowie 12 czerwca 1882.
Sąd nad moskalofilami był wydarzeniem głośnym i szeroko komentowanym. Prasa rusofilska określała oskarżonych jako męczenników, cierpiących z powodu intryg Polaków. Także pisma stronnictwa ukrainofilów, solidaryzowały się z podsądnymi i podkreślały, że proces dotyczy problemów całej społeczności ruskiej w Galicji. Szczególne protesty w sprawie moskalofilów wystosowała prasa i dyplomacja rosyjska. Oberprokurator Świątobliwego Synodu Rządzącego Konstantin Pobiedonoscew osobiście złożył w ambasadzie Austro-Węgier list z protestem. Zdaniem Czesława Partacza dopiero proces hnilicki uzmysłowił rządowi austriackiemu, jak znaczną pomoc otrzymywali rusofile z Rosji, na jaką skalę rozwinięta była propaganda proprawosławna i prorosyjska w ich prasie oraz jak znaczne poparcie dla ruchu wykazywała hierarchia Kościoła greckokatolickiego.
Zdaniem Osadczego postawa dyplomacji rosyjskiej, a zatem obawa Austrii przed dalszym pogorszeniem bilateralnych stosunków z Rosją mogła zadecydować o tym, że w procesie zapadły ostatecznie niskie wyroki. 29 lipca 1882 sąd uniewinnił oskarżonych od niesłusznego zdaniem szeregu badaczy zarzutu zdrady stanu. Dowody ich rusofilskich poglądów nie pozwoliły na obronę postawionej w akcie oskarżenia tezy o istnieniu szeroko zakrojonego spisku na rzecz oderwania Galicji od Austrii. Sąd zachował przy tym w mocy zarzut zakłócania porządku publicznego. Z tego powodu ks. Naumowycz został skazany na osiem miesięcy pozbawienia wolności, Płoszczański – na pięć, Szpunder i Załuski – na trzy. Trybunał Najwyższy w Wiedniu potwierdził wyrok sądu pierwszej instancji.
W ocenie O. Turija sąd nad moskalofilami wykazał fałszywość deklarowanych przez nich patriotycznych intencji i okazał się poważnym ciosem dla ruchu. Zdaniem B. Wójtowicz-Huber sprawa hnilicka utrwaliła w społeczeństwie Galicji stereotyp moskalofila-zdrajcy i agenta rosyjskiego. Cz. Partacz wskazał, że proces ten osłabił ruch moskalofilski na dalsze dwadzieścia lat. Wielu czołowych działaczy rusofilskich po aferze Hniliczek wyjechało do Rosji. Administracja austriacka z uwagą obserwowała życie wewnętrzne Kościoła greckokatolickiego, starając się dostrzegać wszelkie przejawy sympatii dla prawosławia, łączonego z ruchem panslawistycznym.

## Działalność moskalofilów w latach 1882–1914
W kampanii wyborczej do Rady Państwa w 1885 moskalofile i ukrainofile wystawili wspólną listę wyborczą, alternatywnych kandydatów przedstawił natomiast greckokatolicki metropolita Sylwestr Sembratowycz, zwolennik porozumienia ukraińsko-polskiego. Mandat uzyskało dwóch rusofilów i trzech polityków z listy hierarchy. Porozumienie narodowców i moskalofilów nie trwało długo i załamało się niemal natychmiast po wyborach. Dalsze próby współpracy między przedstawicielami obydwu opcji politycznych nie wykraczały poza kontakty parlamentarzystów z obydwu ugrupowań.
Ponowna konsolidacja ruchu moskalofilskiego nastąpiła w 1900 po powstaniu Russkiej Partii Ludowej. Młode pokolenie moskalofilów opowiedziało się za nowym kursem ruchu, jednoznacznie deklarując chęć unifikacji ziem ukraińskich i rosyjskich pod berłem carów (starsze nadal akcentowało kwestie wspólnoty kulturowej Słowian wschodnich). Liderami nowokursnyków byli Dmytro Markow oraz Wołodymyr Dudykewycz. Wzmocnieniu moskalofilów, którzy na początku XX wieku byli frakcją cieszącą się zdecydowaniem mniejszym poparciem niż ukraińscy narodowcy, sprzyjała sytuacja międzynarodowa. Po przegranej wojnie z Japonią Rosja utraciła pozycję w regionie dalekowschodnim i ponownie zwróciła uwagę na problemy bałkańskie, gdzie jej interesy wykluczały się wzajemnie z interesami Austro-Węgier. Stosunki między obydwoma państwami szczególnie zaostrzyły się po austriackiej aneksji Bośni i Hercegowiny w 1907. Wzmacnianie nurtu rusofilskiego przez administrację carską, poprzez działania propagandowe było częścią antyaustriackiej polityki zagranicznej Rosji.
Im bardziej nieuchronny wydawał się wybuch konfliktu austriacko-rosyjskiego, tym bardziej rosły nadzieje moskalofilów na aneksję Galicji przez Rosję. Coraz ostrzejszy był również konflikt między moskalofilami a ukraińskimi narodowcami; wyrażał się on nie tylko w trwającej od lat 70. XIX w. rywalizacji prowadzonych przez nie instytucji oświatowych i kulturalnych, ale i w ostrych polemikach prasowych czy aktach bezpośredniej agresji fizycznej.

### Porozumienie polsko-moskalofilskie
W 1908 w czasie zjazdu słowiańskiego w Pradze zostało zawarte porozumienie między reprezentującym carską administrację hr. Władimirem Bobrinskim, przedstawicielami Polaków w Rosji, reprezentującym polskie Stronnictwo Narodowo-Demokratyczne Romanem Dmowskim oraz moskalofilami. Celem porozumienia było osłabienie ukraińskiego ruchu narodowego zarówno w Imperium Rosyjskim (co miała uczynić administracja carska), jak i w Austro-Węgrzech. Polscy właściciele ziemscy z Galicji zobowiązali się w jego ramach do wspierania duchownych greckokatolickich o przekonaniach moskalofilskich przy obejmowaniu parafii w ich włościach. Absolwenci rusofilskich szkół w Galicji mieli również uzyskać prawo do kształcenia w prawosławnych seminariach w Żytomierzu, Kijowie i w Chełmie. Porozumienie polsko-moskalofilskie, razem z wyraźną intensyfikacją propagandy rosyjskiej w Galicji, przyczyniło się do ponownego rozłamu w obozie moskalofilów. Zwolennicy jednoznacznie prorosyjskiego kursu politycznego skupili się wokół pisma Prikarpatskaja Rus', powstałego w 1909 (wychodziło do 1915). Jego przeciwnicy zachowali dotychczasowy organ prasowy, pismo Galiczanin (publikowane od 1893 do 1913). Innymi znaczącymi czasopismami rusofilskimi były Ruskoje Słowo (wydawane w latach 1890–1914) i Gołos Naroda (1909-1914).

### Rosyjskie wsparcie dla moskalofilów po 1900
Powstanie Russkiej Partii Ludowej o jednoznacznie prorosyjskim charakterze skłoniło administrację rosyjską do wsparcia na większą niż dotąd skalę ruchu moskalofilskiego. Pomoc kierowano jednak wyłącznie do organizacji głoszących zjednoczenie w jednym narodzie Rusinów galicyjskich i Rosjan oraz otwarcie wyznających prawosławie; umiarkowani działacze rusofilscy byli pomijani przy rozdziale środków. W celu zbadania programu organizacji moskalofilskich i staroruskich w 1902 specjalna komisja rządowa rosyjska udała się do Lwowa. Zdaniem W. Osadczego jedynie środki napływające z Rosji pozwoliły zamierającemu już ruchowi moskalofilskiemu na przetrwanie.
Sumy kierowane przez carską administrację do Galicji wzrastały w miarę pogarszania się stosunków austriacko-rosyjskich. Rząd rosyjski widział w moskalofilach potencjalną piątą kolumnę w razie wybuchu wojny między obydwoma państwami. Na konta organizacji rusofilskich w pocz. XX wieku corocznie wpływało od 20 do 40 tys. rubli. Dodatkowe sumy moskalofile otrzymali przed wyborami do Sejmu Krajowego Galicji w 1914 (nawet ponad 100 tys. rubli) oraz ze szczególnym przeznaczeniem na działalność swoich stowarzyszeń oświatowych (30 tys. rubli). Regularne subsydia otrzymywało pismo „Prikarpatskaja Rus' ".
Szczególną rolę we wspieraniu austriackich moskalofilów odegrało założone w 1903 Galicyjsko-Russkie Towarzystwo Dobroczynne. Od 1908 kierował nim poseł do Dumy, posiadający szerokie wpływy w kręgach rządowych Władimir Bobrinski. Zapewniło to poparcie dla rusofilów na najwyższym szczeblu rosyjskiej administracji.

### Problemy języka i oświaty
Na początku XX stulecia, działając na zdecydowane polecenie administracji rosyjskiej, czołowi działacze Russkiej Partii Ludowej wezwali wszystkich jej aktywistów do szerzenia języka rosyjskiego i literatury. Młodsze pokolenie moskalofilów uznało, że jednoznaczne opowiedzenie się za językiem rosyjskim powinno zastąpić dotychczasową połowiczną politykę wspierania jazyczija; rosyjski miał w ich założeniach stać się pierwszym językiem Rusinów (Ukraińców) galicyjskich. Celowi temu służyły publikowane przez moskalofilów podręczniki oraz utwory pisarzy rosyjskich opatrzone słownikiem i komentarzami. W 1904 delegaci moskalofilskich stowarzyszeń „Drug”. „Karpaty” i „Bukowina” wystąpili na zjeździe studentów słowiańskich w Pradze z propozycją wprowadzenia obowiązkowej nauki języka rosyjskiego w szkołach na terenie wschodniej Galicji oraz organizacji katedr rusycystyki na uniwersytetach w Wiedniu, Lwowie i Czerniowcach. Russka Partia Ludowa walczyła o uznanie języka rosyjskiego za jeden z języków krajowych (ojczystych dla jednego z narodów Austro-Węgier).
W sporze o charakter Uniwersytetu Lwowskiego moskalofile sugerowali nadanie mu charakteru wszechrusskiego, co w kontekście ich programu na przełomie XIX i XX wieku było równoznaczne z rusyfikacją.

### Kwestie wyznaniowe

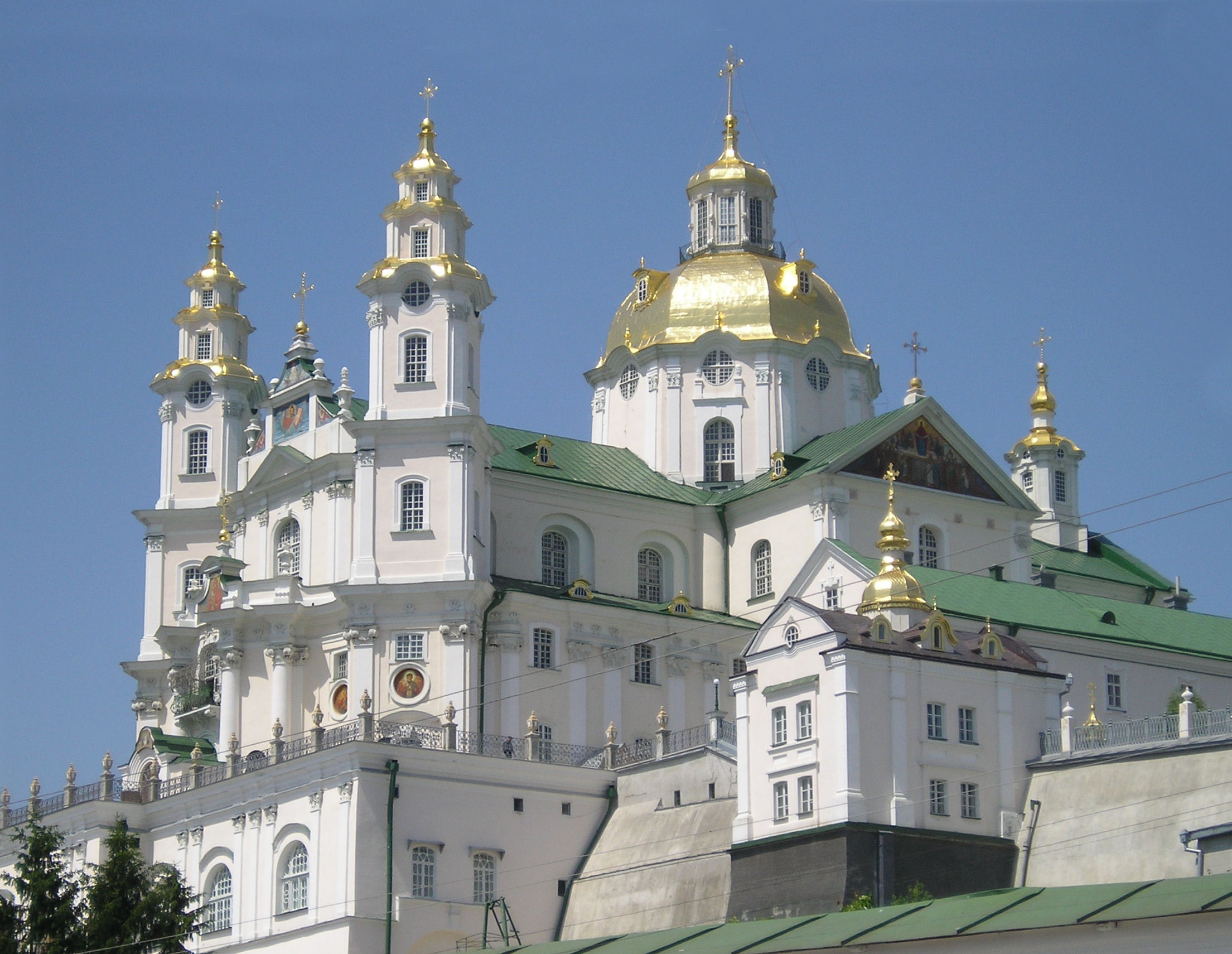
Ławra Poczajowska, położona w pobliżu granicy austriacko-rosyjskiej, była ośrodkiem masowych pielgrzymek galicyjskich grekokatolików wspieranych przez moskalofilów. Również w polityce caratu odgrywała rolę znaczącego ośrodka misyjnego

Młodsze pokolenie moskalofilów, działające na początku XX stulecia, jednoznacznie opowiadało się za prawosławiem i przeciwko unii, nazywanej „wymuszonym małżeństwem”. Propaganda konwersji z unii na prawosławie („powrotu do wiary ojców”) stanowiła centralny element ideologii rusofilskiej początku XX wieku. Prawosławie, traktowane instrumentalnie, jako środek szerzenia wpływów państwa rosyjskiego, było również propagowane bezpośrednio z ośrodków na terenie Rosji położonych w niewielkiej odległości od granicy z Austrią – monasteru Narodzenia Matki Bożej w Leśnej, Ławry Poczajowskiej, Wołyńskiego Seminarium Duchownego w Żytomierzu. Monaster w Leśnej prowadził szkoły, do których uczęszczać mogły również dzieci galicyjskich grekokatolików. Również wśród alumnów seminarium żytomierskiego byli Galicjanie, którzy po zakończeniu nauki wracali do ojczystych miejscowości i stawali się agitatorami rusofilskimi. Z kolei Ławra Poczajowska była celem masowych pielgrzymek galicyjskich chłopów wyznania greckokatolickiego, organizowanych i wspieranych przez moskalofilów.

### Prześladowania moskalofilów bezpośrednio przed i po wybuchu I wojny światowej
Bezpośrednio przed wybuchem I wojny światowej władze austriackie, zdając sobie sprawę z nieuchronności konfliktu, przeprowadziły szeroko zakrojoną kampanię antymoskalofilską, zwalczając zarówno frakcję nowokursnyków, jak i starokursnyków. Zdaniem B. Wójtowicz-Huber

Ważnym elementem kampanii antyrusofilskiej było przekonanie władz austriackich, iż kwestia Rusinów galicyjskich rozstrzygnie o egzystencji monarchii, a wynik zakończenia trwającego od dziesiątków lat antagonizmu austriacko-rosyjskiego będzie zależał od tego, czy w Galicji zdoła ukształtować się naród ukraiński

.
W 1912 władze austriackie wprowadziły szereg ograniczeń administracyjnych wymierzonych w moskalofilów: aresztowania, rewizje, kary pieniężne. Lokalne jednostki żandarmerii monitorowały rozwój nastrojów rusofilskich w regionie. Za czynnik decydujący o zakwalifikowaniu danej osoby jako moskalofila przyjmowano stosunek do prawosławia. Działania tego rodzaju nie przyniosły jednak spodziewanych efektów, toteż władze postanowiły zastąpić je agitacją antyrosyjską przy pomocy prasy, objazdowych teatrów, dyskusji publicznych i filmów propagandowych. W tym samym roku aresztowano działaczy moskalofilskich Semena Bendasiuka i Wasyla Kołdrę oraz kapłanów prawosławnych Maksyma Sandowicza i Ignacego Hudymę.
Na Rusi Węgierskiej, gdzie ruch na rzecz prawosławia był jeszcze silniejszy niż w Galicji, w Marmarosz-Sziget przeprowadzono między grudniem 1913 r. a lutym 1914 proces 94 chłopów opowiadających się za konwersjami, oskarżonych o szpiegostwo i zdradę stanu. Sąd zakończył się uznaniem oskarżonych za winnych i wymierzeniem im kar długoletniego więzienia. W ocenie W. Osadczego

W przededniu wojny sąd pokazowy nad agitatorami prawosławnymi miał stać się ostrzeżeniem dla wszelkich sympatyzujących z Rosją sił w kraju, i nie tylko dla Rusinów, ale także dla wzrastających w siłę polskich narodowych demokratów

Ten sam autor uważa, że analogiczne zadanie władze austriackie stawiały przed procesem Bendasiuka, Kołdry, ks. Hudymy i ks. Sandowicza, który rozpoczął się 9 marca 1914 we Lwowie i trwał trzy miesiące. Podobną opinię wyraziła B. Wójtowicz-Huber.
Wszystkim oskarżonym w wymienionym procesie postawiono zarzut szpiegostwa oraz zdrady stanu wyrażającej się w dążeniu do oderwania „ruskich ziem” od Austro-Węgier i przyłączenia ich do Imperium Rosyjskiego. Obydwaj duchowni zostali ponadto oskarżeni o nielegalne sprawowanie nabożeństw i głoszenie kazań oraz bezprawne wyjazdy do Rosji.
„Proces Bendasiuka i towarzyszy”, jak określano go w prasie galicyjskiej, był obszernie relacjonowany na łamach prasy – sprawozdania z niego zamieszczały wszystkie gazety lwowskie, swoich korespondentów do Lwowa skierował również szereg pism zagranicznych (francuskich, niemieckich, włoskich). Największym zainteresowaniem sprawa cieszyła się w Rosji. Proces na miejscu obserwowali przedstawiciele czterech najważniejszych frakcji rosyjskiej Dumy Państwowej. Wbrew założeniom władz austriackich, które zamierzały uniemożliwić dalszą działalność moskalofilów w obliczu wojny z Rosją, proces nie tylko nie okazał się ostatecznym ciosem dla tego ruchu, ale przyczynił się do rozpropagowania jego idei. Obrońcy oskarżonych – L. Aleksiewicz, K. Czerlunczakiewicz, W. Dudykewycz i M. Hłuszkiewicz – sami zaliczali się do moskalofilów i wykorzystywali mównicę sądu do nagłaśniania idei proprawosławnych i prorosyjskich. Ponadto rosyjski skarb państwa przeznaczył 30 tys. rubli na prowadzenie kampanii propagandowej towarzyszącej procesowi. We Lwowie doszło do manifestacji w obronie oskarżonych, w których wzięło udział ok. 80 duchownych greckokatolickich.
Przesłuchania oskarżonych i świadków pozwoliły udowodnić powiązania ruchu prawosławnego w Galicji z Rosją (w tym z Ochraną), jednak zgromadzone dowody nie wystarczyły, by potwierdzić zawarty w akcie oskarżenia zarzut zdrady stanu i szpiegostwa. W związku z tym 6 czerwca 1914 w odniesieniu do wszystkich podsądnych zapadł wyrok uniewinniający.
Po wypowiedzeniu przez Austro-Węgry wojny Rosji administracja austriacka, korzystając z list moskalofilów zestawianych do najmniej od 1913, podjęła kolejne działania represyjne. Władze austriackie aresztowały 10 tys. ludzi podejrzanych o sympatie rusofilskie, często razem z rodzinami. Sądy polowe wydały szereg wyroków śmierci na prawdziwych lub domniemanych moskalofilów. Niektóre jednostki wojskowe, zwłaszcza antyrosyjsko nastawione oddziały węgierskie, dopuszczały się samosądów. Ilość rozstrzelanych i powieszonych na podstawie wyroków sądów wojskowych lub bez wyroku, na mocy decyzji poszczególnych dowódców szacowana jest na tysiąc osób w Galicji i na Bukowinie. Prawdziwi i domniemani moskalofile byli kierowani do obozów internowania w Talerhofie, Theresienstadt, Grazu i Munkaczu. Do Talerhofu trafili także działacze ukraińskiego ruchu narodowego lub osoby całkowicie przypadkowe. Jesienią 1914 w obozie przebywało 6 tys. więźniów. W Sanoku, po nastaniu pierwszej okupacji rosyjskiej, aktywni byli agitujący działacze moskalofilscy (m.in. ks. Józef Siekierzyński), zaś po oswobodzeniu miasta austriacki sąd polowy skazał kilku z nich (np. kierownika szkoły Włodzimierza Mochnackiego) na karę śmierci z uwagi na podejrzenia, iż przekazywali informacje o polskich ruchu niepodległościowym i militarnym.

## W czasie rosyjskiej okupacji Galicji

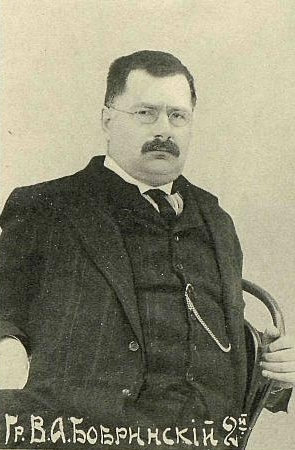
Władimir Bobrinski opowiadał się za natychmiastową kampanią rusyfikacji Galicji. Jego idee popierali galicyjscy moskalofile wbrew bardziej umiarkowanemu stanowisku rosyjskiej administracji wojskowej.

W 1914, po wybuchu I wojny światowej, armia rosyjska wkroczyła do Galicji. Na terytorium zdobytej prowincji utworzono galicyjsko-bukowińskie generał-gubernatorstwo. Rosyjskie władze podjęły działania represyjne wobec działaczy ukraińskiego ruchu narodowego, jak również wywiozły z Galicji greckokatolickiego metropolitę Andrzeja Szeptyckiego. W ocenie carskiej administracji zaprowadzenie w Galicji prawosławia stanowiło najpewniejszą gwarancję jedności prowincji z Rosją. Wojskowe władze generał-gubernatorstwa były jednak zdania, że natychmiastowe siłowe nawracanie miejscowej ludności na prawosławie może przyczynić się do spadku popularności Rosjan. O ile ukraiński ruch narodowy był tępiony w sposób bezwarunkowy, do Kościoła greckokatolickiego podchodzono początkowo z większą tolerancją, traktując go jako lokalną wersję „russkiej wiary” (tj. prawosławia), przyczyniającą się do zahamowania procesów latynizacji i polonizacji galicyjskich Ukraińców. Kościół greckokatolicki uważano również za zjawisko tymczasowe, które zaniknie samo po ostatecznym zjednoczeniu Galicji z Rosją, gdy mieszkańcy prowincji z własnej woli przejdą na prawosławie.
W swojej polityce narodowościowej w Galicji administracja rosyjska była popierana przez moskalofilów Byli oni traktowani przez Rosjan jako jedyni reprezentanci ukraińskiej ludności Galicji, mimo faktu, że ruch rusofilski już przed wybuchem I wojny światowej stanowił margines politycznej sceny w regionie. 22 września 1914 delegacja moskalofilska kierowana przez Wołodymyra Dudykewycza udała się do generał-gubernatora Gieorgija Bobrinskiego, dziękując za przyłączenie Galicji do Rosji. Organizacje rusofilskie, zdelegalizowane przez władze austriackie przed wybuchem wojny, wznowiły swoją aktywność. Ponownie otwarte zostały czytelnie Towarzystwa im. Mychajła Kaczkowśkiego oraz pisma Prikarpatskaja Ruś i Gołos Naroda. Rada Ludowa, naczelny organ Russkiej Partii Ludowej, opracowała projekt zmiany miejscowości w Galicji na zrusyfikowane ludowe nazwy rusińskie lub upamiętniające słynnych Rosjan.
Moskalofile galicyjscy prezentowali program rusyfikacji Galicji jeszcze radykalniejszy od tego, jaki zamierzał wdrażać generał-gubernator Bobrinski. Sugerowali również użycie bardziej zdecydowanych środków, dyskredytując hasła stabilności i tolerancji, jakimi posługiwała się wojskowa administracja rosyjska. Jak pisze Włodzimierz Osadczy:

Doszło do dostrzegalnej konfrontacji między ostrożną polityką władz okupacyjnych skierowaną na zachowanie spokoju i stabilności w podbitym kraju a nierozważnymi zapędami moskalofilskich działaczy, którzy dogadzając swoim kompleksom, usiłowali jak najprędzej przeistoczyć Galicję w prawdziwie rosyjski kraj, narażając na szwank względny spokój społeczny.

Organizacje moskalofilskie popierały najradykalniejszych rusyfikatorów Galicji (m.in. Władimira Bobrinskiego i arcybiskupa Eulogiusza (Gieorgijewskiego), wysyłały do Petersburga skargi przeciwko wojskowej administracji. Organ Russkiej Partii Ludowej, Prikarpatskaja Ruś, otwarcie polemizował z pismem rządowym Lwowskoje Wojennoje Słowo, co doprowadziło do kilkakrotnej konfiskaty gazety i nałożenia na nią ograniczeń w treści w styczniu 1915. Część moskalofilów przyjęła jednak odmienną postawę. Semen Bendasiuk krytykował projekt sprowadzania do Galicji nauczycieli rosyjskich, zaś Dmytro Markow negatywnie odnosił się do planów rosyjskiej kolonizacji.
Wielu moskalofilów ewakuowało się z Galicji razem z wycofującą się armią rosyjską i osiadło w Rosji. Część z nich, po poznaniu prawdy o sytuacji w Rosji, porzuciła dotychczasowe idee i włączyła się w ruch na rzecz niepodległości Ukrainy. Ci, którzy pozostali w Galicji, zostali poddani nowym represjom po powrocie władzy austriackiej. Doświadczenia rosyjskiej okupacji sprawiły, że idea moskalofilska została całkowicie skompromitowana w oczach ludności Galicji.

## Moskalofilstwo po rozpadzie Austro-Węgier
Po odzyskaniu niepodległości przez Polskę ostatni działający w dawnej Galicji (w granicach II RP) moskalofile przeszli do organizacji komunistycznych, popierających ZSRR, lub też podjęli współpracę z polską administracją. Najsilniejszą pozycję moskalofile zachowali do lat 30. XX wieku na Łemkowszczyźnie. Byli również obecni na czechosłowackim Zakarpaciu oraz wśród ukraińskiej emigracji w Stanach Zjednoczonych i Kanadzie.